# Campionato del mondo BDO 2016
Il Campionato del mondo BDO 2016 è stata la 39ª edizione del Campionato del mondo BDO organizzata dalla British Darts Organisation.
Il defending champion Scott Mitchell, vincitore del suo primo titolo nel 2015, è stato sconfitto nei quarti di finale da Richard Veenstra. Il campione del mondo del 2013 Scott Waites ha vinto il titolo battendo 7-1 Jeff Smith in finale.
Lisa Ashton, vincitrice delle edizioni del 2014 e 2015 è stata sconfitta nei quarti di finale da Trina Gulliver, la quale ha poi proseguito nel torneo fino alla finale e battendo Deta Hedman 3-2, si è aggiudicata il suo decimo titolo.
Il checkout più alto nel torneo è stato un 161 realizzato sia da Jeff Smith che da Scott MItchell.

## Risultati

### Uomini

#### Turno preliminare
Le partite del turno preliminare si sono giocate dal 3 al 5 gennaio, al meglio di 5 set.
| Media | Giocatore         | Punteggio | Giocatore          | Media |
| ----- | ----------------- | --------- | ------------------ | ----- |
| 92.64 | Seigo Asada       | 3–1       | Darius Labanauskas | 83.70 |
| 80.79 | Rob Modra         | 0–3       | John Walton        | 90.06 |
| 80.58 | Peter Sajwani     | 3–2       | Sam Hewson         | 74.01 |
| 85.17 | David Cameron     | 0–3       | Ted Hankey         | 84.99 |
| 81.90 | Kostas Pantelidis | 3–2       | Darren Peetoom     | 79.71 |
| 91.20 | Craig Caldwell    | 3–1       | Alan Soutar        | 89.01 |
| 83.55 | Larry Butler      | 3–2       | James Hurrell      | 78.45 |
| 81.81 | Matthew Medhurst  | 0–3       | Jeff Smith         | 91.59 |

#### Top 32
|  | Primo turno (al meglio di 5 set) 2–5 gennaio | Primo turno (al meglio di 5 set) 2–5 gennaio | Primo turno (al meglio di 5 set) 2–5 gennaio |  |  | Secondo turno (al meglio di 7 set) 6–7 gennaio | Secondo turno (al meglio di 7 set) 6–7 gennaio | Secondo turno (al meglio di 7 set) 6–7 gennaio |                        |   | Quarti (al meglio di 9 set) 8 gennaio | Quarti (al meglio di 9 set) 8 gennaio | Quarti (al meglio di 9 set) 8 gennaio |                        |   | Semifinali (al meglio di 11 set) 9 gennaio | Semifinali (al meglio di 11 set) 9 gennaio | Semifinali (al meglio di 11 set) 9 gennaio |                  |   | Finale (al meglio di 13 set) 10 gennaio | Finale (al meglio di 13 set) 10 gennaio | Finale (al meglio di 13 set) 10 gennaio |  |
|  |                                              |                                              |                                              |  |  |                                                |                                                |                                                |                        |   |                                       |                                       |                                       |                        |   |                                            |                                            |                                            |                  |   |                                         |                                         |                                         |  |
|  | Glen Durrant 89.66                           | Glen Durrant 89.66                           | 3                                            |  |  |                                                |                                                |                                                |                        |   |                                       |                                       |                                       |                        |   |                                            |                                            |                                            |                  |   |                                         |                                         |                                         |  |
|  | Dean Reynolds 81.63                          | Dean Reynolds 81.63                          | 0                                            |  |  | Glen Durrant 95.49                             | Glen Durrant 95.49                             | 4                                              |                        |   |                                       |                                       |                                       |                        |   |                                            |                                            |                                            |                  |   |                                         |                                         |                                         |  |
|  | Ryan de Vreede 84.84                         | Ryan de Vreede 84.84                         | 2                                            |  |  | Larry Butler 83.97                             | Larry Butler 83.97                             | 0                                              |                        |   |                                       |                                       |                                       |                        |   |                                            |                                            |                                            |                  |   |                                         |                                         |                                         |  |
|  | Larry Butler 86.67                           | Larry Butler 86.67                           | 3                                            |  |  |                                                |                                                |                                                |                        |   | Glen Durrant 95.04                    | Glen Durrant 95.04                    | 4                                     |                        |   |                                            |                                            |                                            |                  |   |                                         |                                         |                                         |  |
|  | Geert De Vos 88.44                           | Geert De Vos 88.44                           | 3                                            |  |  |                                                |                                                | Scott Waites 95.37                             | Scott Waites 95.37     | 5 |                                       |                                       |                                       |                        |   |                                            |                                            |                                            |                  |   |                                         |                                         |                                         |  |
|  | Kostas Pantelidis 76.62                      | Kostas Pantelidis 76.62                      | 1                                            |  |  | Geert De Vos 81.75                             | Geert De Vos 81.75                             | 3                                              |                        |   |                                       |                                       |                                       |                        |   |                                            |                                            |                                            |                  |   |                                         |                                         |                                         |  |
|  | Scott Waites 96.06                           | Scott Waites 96.06                           | 3                                            |  |  | Scott Waites 90.75                             | Scott Waites 90.75                             | 4                                              |                        |   |                                       |                                       |                                       |                        |   |                                            |                                            |                                            |                  |   |                                         |                                         |                                         |  |
|  | Willem Mandigers 87.24                       | Willem Mandigers 87.24                       | 0                                            |  |  |                                                |                                                |                                                |                        |   | Scott Waites 92.10                    | Scott Waites 92.10                    | 6                                     |                        |   |                                            |                                            |                                            |                  |   |                                         |                                         |                                         |  |
|  | Wesley Harms 88.59                           | Wesley Harms 88.59                           | 3                                            |  |  |                                                |                                                |                                                |                        |   |                                       |                                       | Jamie Hughes 82.35                    | Jamie Hughes 82.35     | 1 |                                            |                                            |                                            |                  |   |                                         |                                         |                                         |  |
|  | Seigo Asada 88.29                            | Seigo Asada 88.29                            | 2                                            |  |  | Wesley Harms 85.80                             | Wesley Harms 85.80                             | 4                                              |                        |   |                                       |                                       |                                       |                        |   |                                            |                                            |                                            |                  |   |                                         |                                         |                                         |  |
|  | Jim Williams 83.31                           | Jim Williams 83.31                           | 3                                            |  |  | Jim Williams 85.02                             | Jim Williams 85.02                             | 3                                              |                        |   |                                       |                                       |                                       |                        |   |                                            |                                            |                                            |                  |   |                                         |                                         |                                         |  |
|  | Tony O'Shea 82.11                            | Tony O'Shea 82.11                            | 0                                            |  |  |                                                |                                                |                                                |                        |   | Wesley Harms 91.29                    | Wesley Harms 91.29                    | 1                                     |                        |   |                                            |                                            |                                            |                  |   |                                         |                                         |                                         |  |
|  | Jamie Hughes 83.76                           | Jamie Hughes 83.76                           | 3                                            |  |  |                                                |                                                | Jamie Hughes 94.11                             | Jamie Hughes 94.11     | 5 |                                       |                                       |                                       |                        |   |                                            |                                            |                                            |                  |   |                                         |                                         |                                         |  |
|  | Ross Montgomery 78.90                        | Ross Montgomery 78.90                        | 0                                            |  |  | Jamie Hughes 82.92                             | Jamie Hughes 82.92                             | 4                                              |                        |   |                                       |                                       |                                       |                        |   |                                            |                                            |                                            |                  |   |                                         |                                         |                                         |  |
|  | Gary Robson 76.74                            | Gary Robson 76.74                            | 1                                            |  |  | Madars Razma 79.83                             | Madars Razma 79.83                             | 1                                              |                        |   |                                       |                                       |                                       |                        |   |                                            |                                            |                                            |                  |   |                                         |                                         |                                         |  |
|  | Madars Razma 79.62                           | Madars Razma 79.62                           | 3                                            |  |  |                                                |                                                |                                                |                        |   | Scott Waites 87.54                    | Scott Waites 87.54                    | 7                                     |                        |   |                                            |                                            |                                            |                  |   |                                         |                                         |                                         |  |
|  | Martin Adams 92.13                           | Martin Adams 92.13                           | 0                                            |  |  |                                                |                                                |                                                |                        |   |                                       |                                       |                                       |                        |   |                                            |                                            | Jeff Smith 84.99                           | Jeff Smith 84.99 | 1 |                                         |                                         |                                         |  |
|  | Jeff Smith 92.58                             | Jeff Smith 92.58                             | 3                                            |  |  | Jeff Smith 91.83                               | Jeff Smith 91.83                               | 4                                              |                        |   |                                       |                                       |                                       |                        |   |                                            |                                            |                                            |                  |   |                                         |                                         |                                         |  |
|  | Brian Dawson 90.78                           | Brian Dawson 90.78                           | 3                                            |  |  | Brian Dawson 83.22                             | Brian Dawson 83.22                             | 1                                              |                        |   |                                       |                                       |                                       |                        |   |                                            |                                            |                                            |                  |   |                                         |                                         |                                         |  |
|  | John Walton 90.69                            | John Walton 90.69                            | 2                                            |  |  |                                                |                                                |                                                |                        |   | Jeff Smith 89.76                      | Jeff Smith 89.76                      | 5                                     |                        |   |                                            |                                            |                                            |                  |   |                                         |                                         |                                         |  |
|  | Darryl Fitton 90.00                          | Darryl Fitton 90.00                          | 2                                            |  |  |                                                |                                                | Dennis Harbour 94.77                           | Dennis Harbour 94.77   | 2 |                                       |                                       |                                       |                        |   |                                            |                                            |                                            |                  |   |                                         |                                         |                                         |  |
|  | Dennis Harbour 85.44                         | Dennis Harbour 85.44                         | 3                                            |  |  | Dennis Harbour 87.51                           | Dennis Harbour 87.51                           | 4                                              |                        |   |                                       |                                       |                                       |                        |   |                                            |                                            |                                            |                  |   |                                         |                                         |                                         |  |
|  | Martin Phillips 76.08                        | Martin Phillips 76.08                        | 3                                            |  |  | Martin Phillips 83.88                          | Martin Phillips 83.88                          | 1                                              |                        |   |                                       |                                       |                                       |                        |   |                                            |                                            |                                            |                  |   |                                         |                                         |                                         |  |
|  | Ted Hankey 71.31                             | Ted Hankey 71.31                             | 0                                            |  |  |                                                |                                                |                                                |                        |   | Jeff Smith 91.50                      | Jeff Smith 91.50                      | 6                                     |                        |   |                                            |                                            |                                            |                  |   |                                         |                                         |                                         |  |
|  | Scott Mitchell 92.97                         | Scott Mitchell 92.97                         | 3                                            |  |  |                                                |                                                |                                                |                        |   |                                       |                                       | Richard Veenstra 89.37                | Richard Veenstra 89.37 | 5 |                                            |                                            |                                            |                  |   |                                         |                                         |                                         |  |
|  | Craig Caldwell 92.76                         | Craig Caldwell 92.76                         | 2                                            |  |  | Scott Mitchell 90.63                           | Scott Mitchell 90.63                           | 4                                              |                        |   |                                       |                                       |                                       |                        |   |                                            |                                            |                                            |                  |   |                                         |                                         |                                         |  |
|  | Mark McGeeney 84.33                          | Mark McGeeney 84.33                          | 3                                            |  |  | Mark McGeeney 90.90                            | Mark McGeeney 90.90                            | 3                                              |                        |   |                                       |                                       |                                       |                        |   |                                            |                                            |                                            |                  |   |                                         |                                         |                                         |  |
|  | Peter Sajwani 74.34                          | Peter Sajwani 74.34                          | 0                                            |  |  |                                                |                                                |                                                |                        |   | Scott Mitchell 90.21                  | Scott Mitchell 90.21                  | 3                                     |                        |   |                                            |                                            |                                            |                  |   |                                         |                                         |                                         |  |
|  | Jeffrey de Graaf 87.72                       | Jeffrey de Graaf 87.72                       | 2                                            |  |  |                                                |                                                | Richard Veenstra 87.66                         | Richard Veenstra 87.66 | 5 |                                       |                                       |                                       |                        |   |                                            |                                            |                                            |                  |   |                                         |                                         |                                         |  |
|  | Richard Veenstra 89.64                       | Richard Veenstra 89.64                       | 3                                            |  |  | Richard Veenstra 91.20                         | Richard Veenstra 91.20                         | 4                                              |                        |   |                                       |                                       |                                       |                        |   |                                            |                                            |                                            |                  |   |                                         |                                         |                                         |  |
|  | Pip Blackwell 80.46                          | Pip Blackwell 80.46                          | 0                                            |  |  | Martin Atkins 85.59                            | Martin Atkins 85.59                            | 0                                              |                        |   |                                       |                                       |                                       |                        |   |                                            |                                            |                                            |                  |   |                                         |                                         |                                         |  |
|  | Martin Atkins 86.88                          | Martin Atkins 86.88                          | 3                                            |  |  |                                                |                                                |                                                |                        |   |                                       |                                       |                                       |                        |   |                                            |                                            |                                            |                  |   |                                         |                                         |                                         |  |

### Donne
|  | Semifinali | Semifinali             | Semifinali        |                   |                      | Finale               | Finale | Finale |  |
|  |            |                        |                   |                   |                      |                      |        |        |  |
|  | 8          | Trina Gulliver 80.01   | 2                 |                   |                      |                      |        |        |  |
|  | 8          | Trina Gulliver 80.01   | 2                 |                   |                      |                      |        |        |  |
|  | 4          | Aileen de Graaf 74.94  | 1                 |                   |                      |                      |        |        |  |
|  | 4          | Aileen de Graaf 74.94  | 1                 |                   | Trina Gulliver 72.93 | Trina Gulliver 72.93 | 3      |        |  |
|  |            |                        |                   |                   | Trina Gulliver 72.93 | Trina Gulliver 72.93 | 3      |        |  |
|  |            |                        | Deta Hedman 75.51 | Deta Hedman 75.51 | 2                    |                      |        |        |  |
|  |            | Ann-Louise Peters69.92 | Deta Hedman 75.51 | Deta Hedman 75.51 | 2                    | 0                    |        |        |  |
|  |            |                        |                   |                   |                      | 0                    |        |        |  |
|  | 3          | Deta Hedman 77.74      | 2                 |                   |                      |                      |        |        |  |

### Giovani
Per la seconda volta si è disputata l'edizione giovanile del torneo. Il 7 gennaio Josh Richardson ha battuto 3-2 in finale Jordan Boyce.

## Copertura televisiva
In Italia l'evento è stato trasmesso dai canali di Eurosport con il commento di Andrea Campagna, affiancato a turno da Gianfranco Ficetola e Giordano Reale.